# Jonathan Levin
Jonathan Levin, né le 17 novembre 1972, est un économiste américain de l'université Stanford. Il a reçu en 2011 la médaille John Bates Clark en organisation industrielle (ou économie industrielle, branche de la microéconomie), domaine dans lequel Jonathan Levin combine l'approche théorique à l'empirique, avec de nouvelles techniques. Il a mené des recherches influentes sur la théorie du contrat, l'organisation et le design de marchés, le prêt de subprime et sur des méthodes empiriques pour étudier la concurrence imparfaite. 
Levin est titulaire d'un BA en anglais et d'un B.S. en Mathématiques à l'université Stanford en 1994, puis d'un M.Phil. en Économie à l'université d'Oxford en 1996. Il devient docteur en économie en 1999, au Massachusetts Institute of Technology. Il devient professeur assistant au sein de la faculté d'économie à l'université Stanford en 2000, avant d'être promu professeur associé en 2005 et de professeur titulaire en 2008. Il est Fellow Senior à  Stanford Institute for Economic Policy Research, chercheur associée au NBER et membre de l'Econometric Society. 